# Gérard Brosselin
Gérard Brosselin (Paris, 5 de Outubro de 1870 - Paris, 12 de Janeiro de 1905) foi um tenista francês.
Foi duas vezes vice-campeão do torneio de Roland Garros: 1894 e 1896.

## Grand Slam finais

### Simples: 2 (0-2)
| Resultado | Ano  | Campeonato       | Piso   | Oponente       | Placar        |
| Vice      | 1894 | Aberto da França | Saibro | André Vacherot | 1–6, 6–3, 6–3 |
| Vice      | 1896 | Aberto da França | Saibro | André Vacherot | 6–1, 7–5      |